# 大沢牛乳
大沢牛乳株式会社（おおさわぎゅうにゅう）は、日本の乳製品小売業者である。東日本旅客鉄道東北本線の御徒町駅と秋葉原駅の構内にて、ミルクスタンドを3店舗営業している。

## 概要
社長の実家は埼玉県で牛乳製造業「大沢乳工」を営んでいた。大沢牛乳は終戦前後から牛乳の駅売りを行っており、1950年（昭和25年）に雪印乳業の御徒町駅構内店として開業（書類上の創業はこの年）、翌年には秋葉原駅構内にも店を開いた。
売り上げが伸び悩み、2000年頃から日本各地の牛乳の店頭販売を始め、それが評判になり、2018年時点で店舗と自販機合わせて1日4000から4500本の売り上げがある。社長の味へのこだわりにより、店舗では瓶入りの乳製品を主に販売している。平日の顧客はサラリーマンが主体だが、SNSで有名になったことで、休日には秋葉原に遊びに来る若い人や家族連れ、外国人観光客が集まり、『牛乳の聖地』と呼ばれることもある。